# باغ فرانسوی

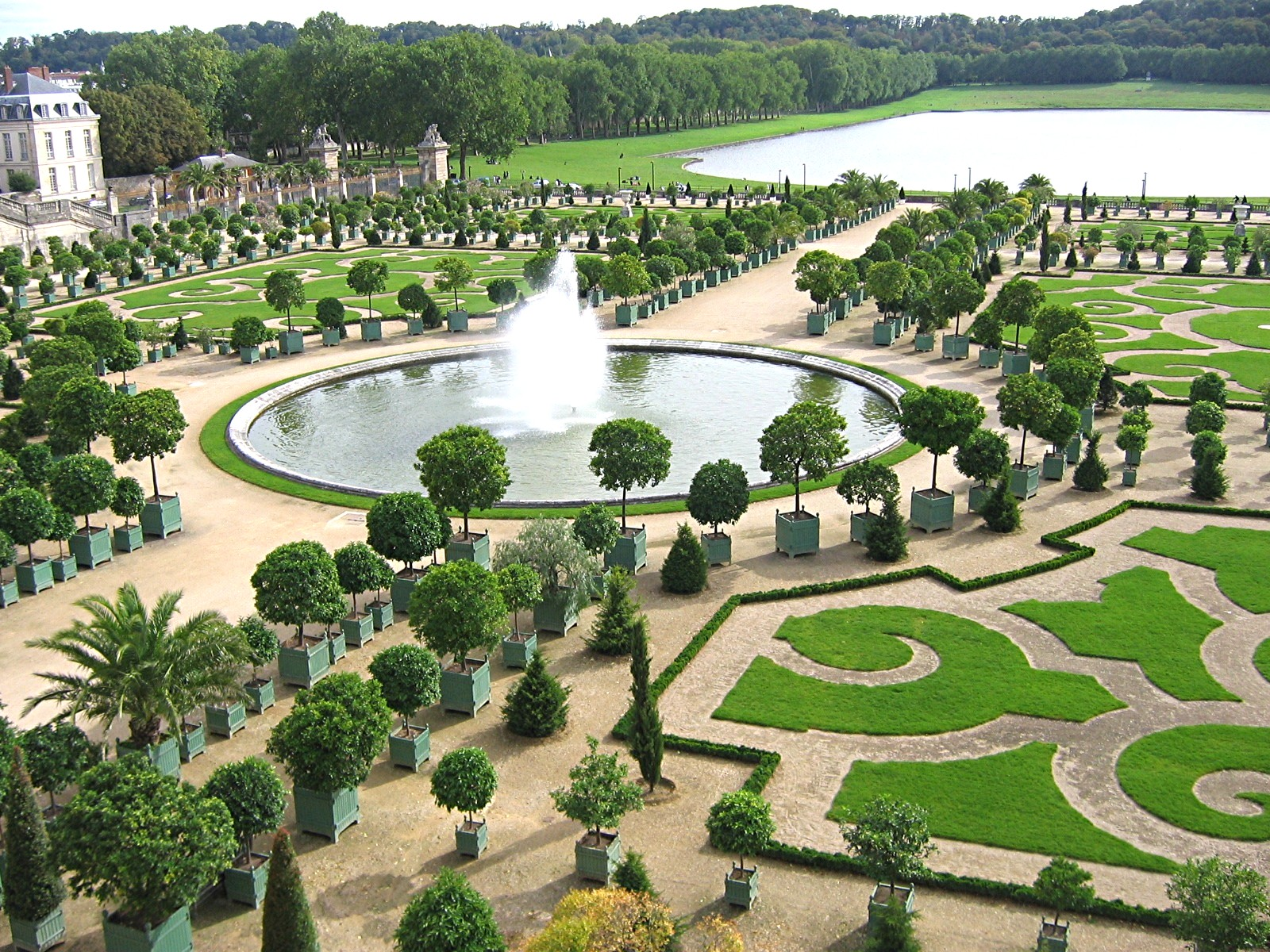
باغچه گلکاری اورانژی از کاخ ورسای..

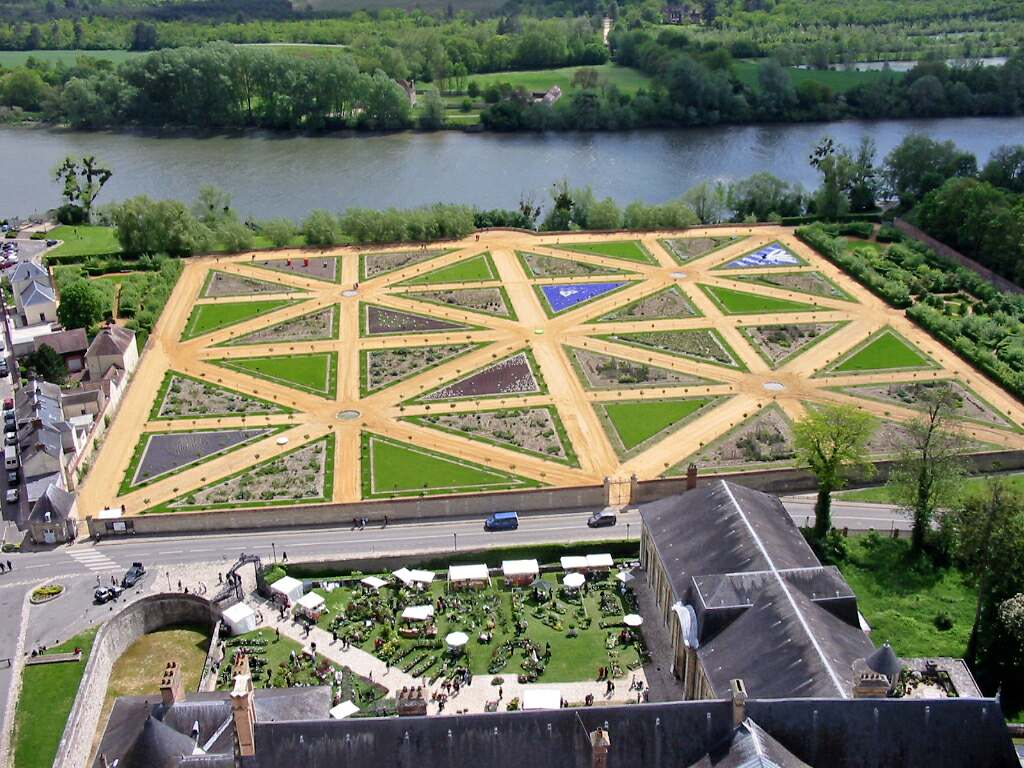
باغ شاتو دو لا روش-گیون در کنار رود سن.

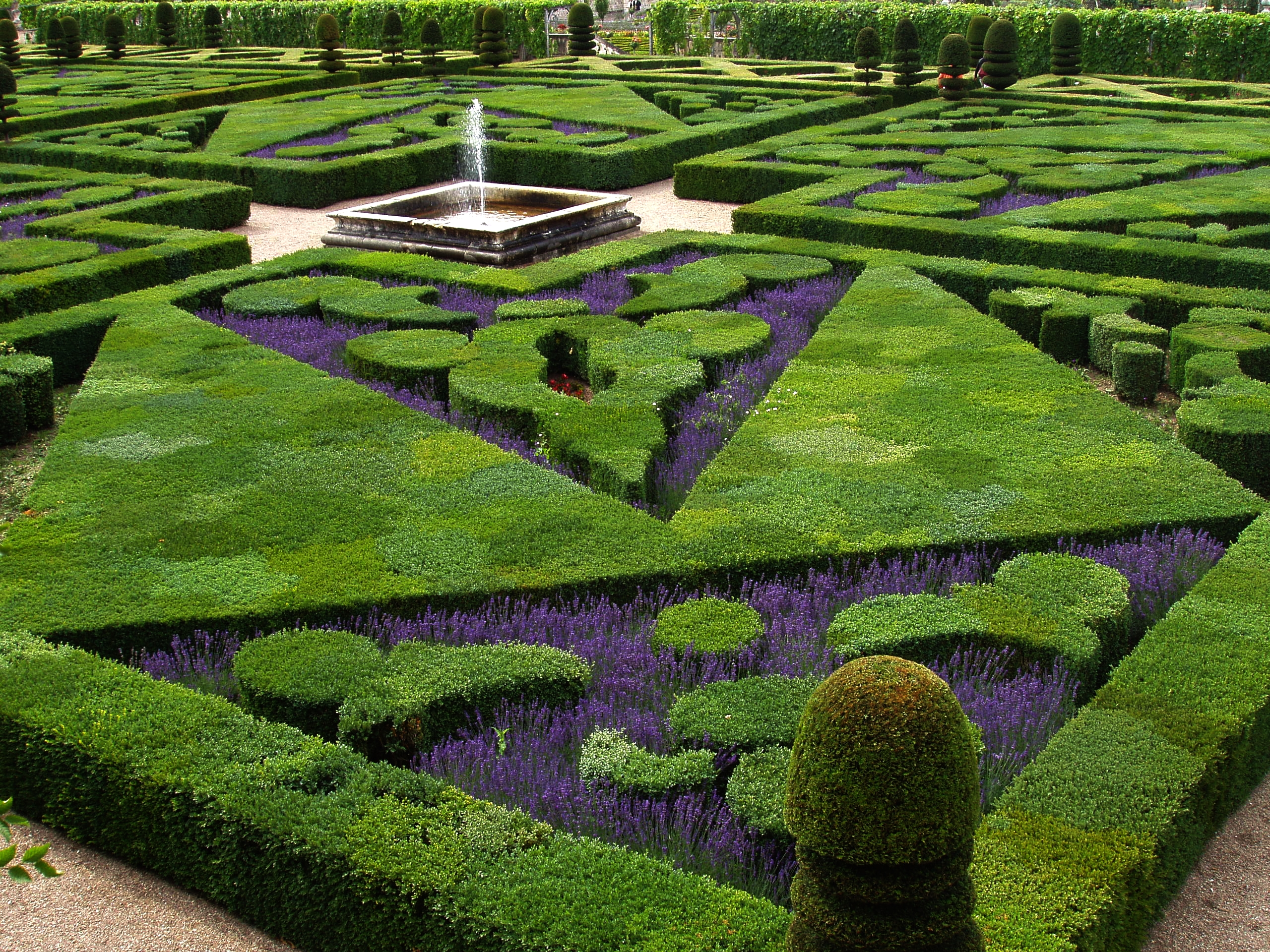
برودری دوزی در باغ‌های شاتو ویلاندری (اندر-ا-لوآر)

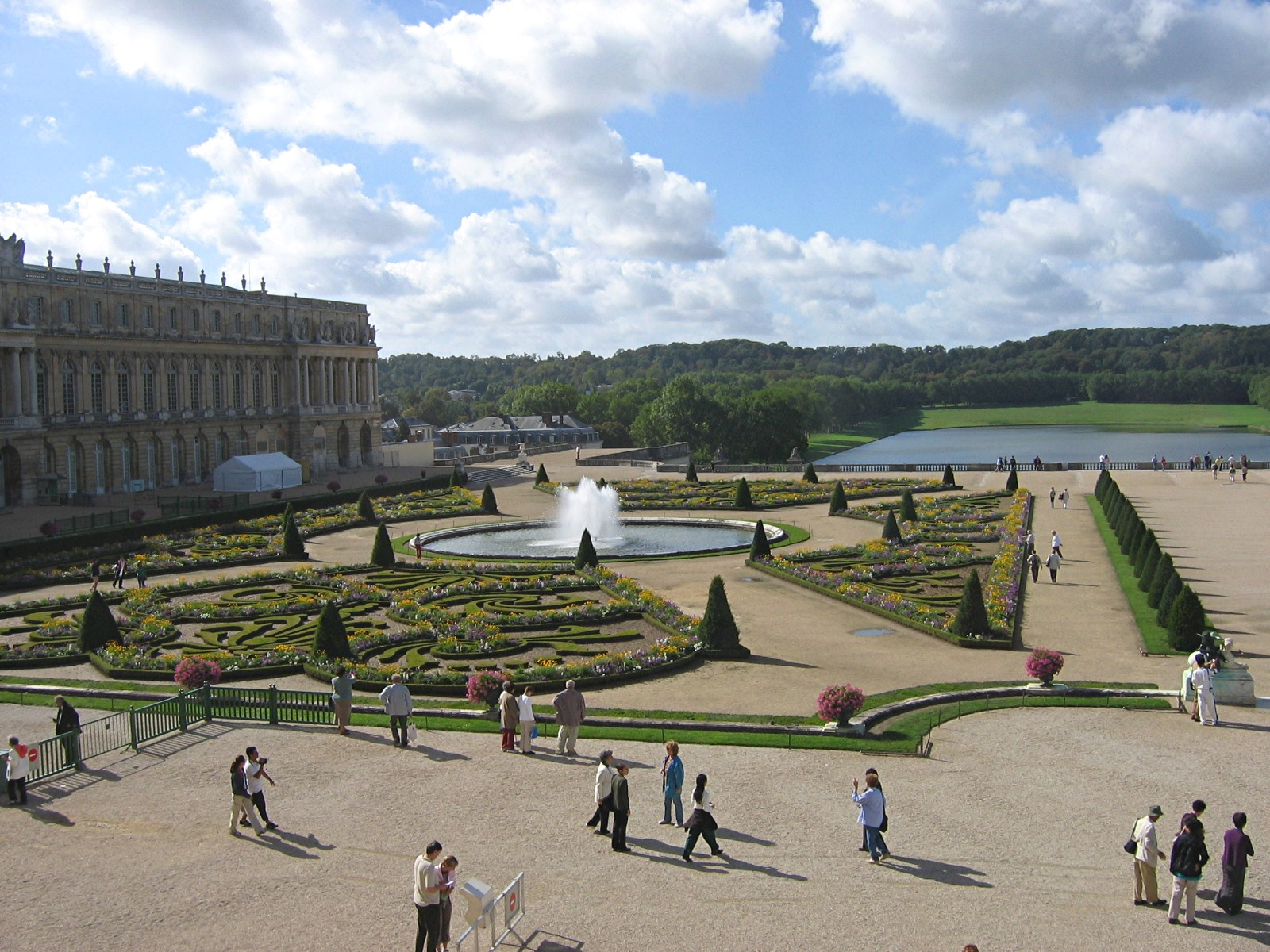
باغ فرانسوی کاخ ورسای

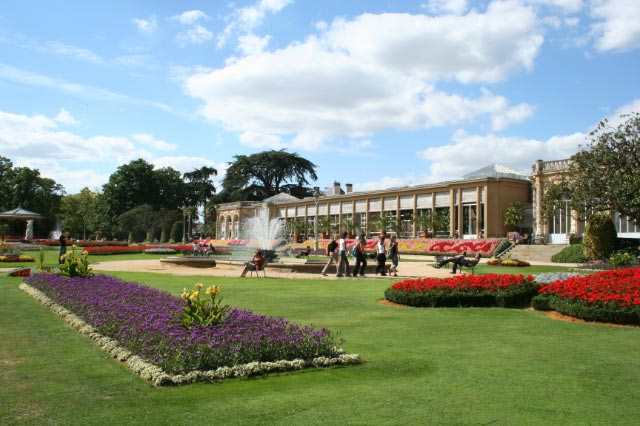
باغ‌های فرانسوی پارک تابو، رن

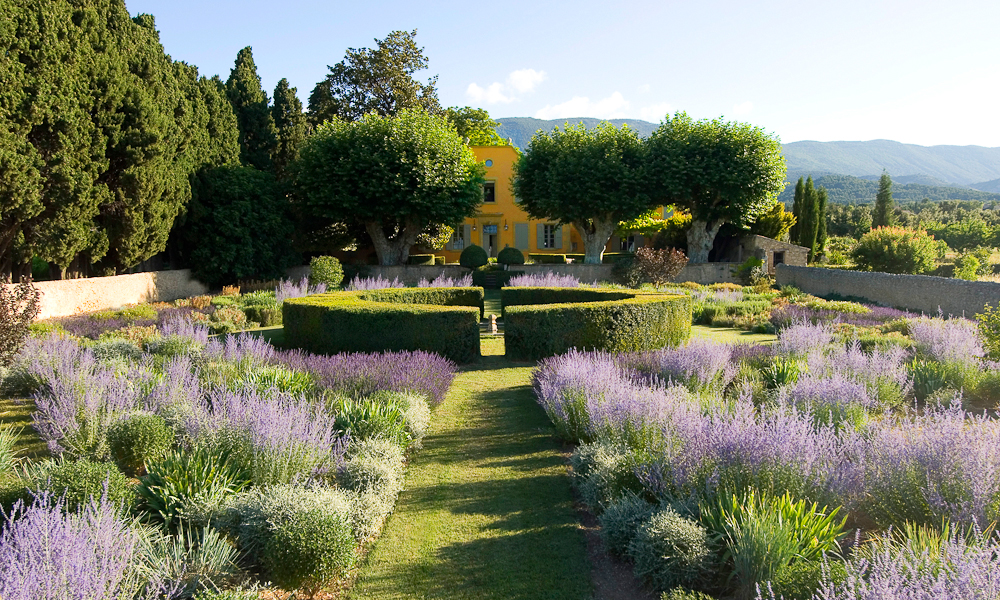
باغ معاصر به سبک فرانسوی Pavillon de Galon en Provence، که در سال ۲۰۱۰ به عنوان یک باغ قابل توجه طبقه‌بندی شده است.

باغ فرانسوی (به فرانسوی: Jardin à la française)، باغ متقارن یا باغ کلاسیک، باغی با امکانات رفاهی و بیانگر کلاسیک گرایی در هنر باغ‌ها است. به عبارت دیگر این باغ ابهتی تماشایی و اوج هنر رسمی و ذوق منظره را به نمایش می‌گذارد.
ظرافت، زیبایی و پوشش گیاهی آن مستقیماً از باغ‌های شمال ایتالیا الهام گرفته شده است. با این تفاوت که با مساحت بیشتری دارد و با حفظ اصول کلاسیک، مناظر بیشتری به درون باغ راه یافته است. این مناظر عبارتند از: ایجاد تراس، تقارن غالباً به‌صورت خطی، ایجاد مکانی بزرگ برای بازی‌های آبی، شامل تأسیسات سنگین (هیدرولیک کانال‌ها و حوض‌ها، نخلستان، غرفه‌ها) و استفاده از توپیاری هنر مجسمه‌سازی توسط هرس شاخ و برگ درختان یا بوته‌ها.
انواع باغ کلاسیک در قرن هفدهم با ایجاد باغ‌های ورسای برای لوئی چهاردهم به اوج خود رسید که مرجعی برای دربارهای اروپا شد.
کلاسیک گرایی در باغبانی علمی نیز بیان می‌شود، ژان-باتیست دو لا کانتین هنر هرس میوه و تکنیک‌های کشت روی لایه‌هایی را آغاز می‌کند که باغ‌های تولید را برای همیشه مشخص می‌کند. اما اصطلاح «باغ کلاسیک» فقط برای باغ‌های تفریحی حفظ شده است.

## قوانین ترکیب برای ایجاد قطعه هنری
طراحی بسترهای گل و استفاده از سطوح آبی که در محفظه‌های سبز قرار می‌گیرند، اولین نمونه‌هایی از روح باغ کلاسیک است:
- طرح هندسی که از پیشرفت‌های اپتیک کاملاً بهره می‌برد، به همان روشی که ارتفاعات گیاهان بریده می‌شود، دیواره‌ها و گلدان‌ها را تشکیل می‌دهد.
- یک تراس برافراشته بر آن مسلط شده و بازدید کننده را تشویق می‌کند تا منزلت باغ را کشف کند[۳] ; هرچه بسترهای گل به منزلگاه نزدیکتر باشند، بیشتر مراقبت می‌شوند.
- یک محور چشم‌انداز از منزلگاه‌ها عبور می‌کند. در این محور باغ به صورت متقارن مرتب شده است.
- اوج تماشا در بازی‌های آب، چشمه‌ها، فواره‌ها، جدارهای آب که پیچیدگی آنها در منتهای درجه است
- نمادگرایی باغ‌های رنسانس ساده شده و محدود به منابع اسطوره ای است: کوچه‌ها توسط مجسمه‌های باستانی علامت گذاری می‌شوند.
- در طول سال باغ تغییر نمی‌کند.